# Ilagia zebula
Ilagia zebula är en insektsart som beskrevs av Kramer och Delong 1968. Ilagia zebula ingår i släktet Ilagia och familjen dvärgstritar. Inga underarter finns listade i Catalogue of Life.